# Ptilidium californicum
Ptilidium californicum là một loài rêu tản trong họ Ptilidiaceae. Loài này được (Austin) Underw. miêu tả khoa học lần đầu tiên năm 1890.